# Noël Duval
Pour les articles homonymes, voir Duval.
Noël Duval, né le 24 décembre 1929 au Chesnay et mort le 12 décembre 2018 à Paris 13e,, est un historien, archéologue et épigraphiste français.
Spécialiste de l'Antiquité tardive, il est professeur émérite à l'université Paris IV-Sorbonne.

## Biographie
Noël Duval est agrégé d'histoire en 1953, membre de l’École française de Rome entre 1953 et 1955, assistant d'histoire à l'université de Tunis de 1955 à 1957 puis attaché au Centre national de la recherche scientifique entre 1962 et 1963. De 1963 à 1969, il enseigne l’histoire ancienne puis l’archéologie à Lille et à Nantes. De 1969 à 1992, il fut professeur d'archéologie à Lille-III puis à Paris-IV. Il fut également chargé de mission au musée du Louvre, au département des antiquités grecques, étrusques et romaines (1968-1975). Il enseigna l'archéologie pendant la même période et il fut chargé de l’enseignement de l’épigraphie latine à l’École normale supérieure entre 1972 et 1992,.
Ancien président de la Société nationale des antiquaires de France, cofondateur et ancien trésorier de l’Association internationale pour la mosaïque antique, cofondateur et ancien secrétaire de la Société des professeurs d’Histoire ancienne, ancien membre du conseil d’administration de la Société française d’archéologie mérovingienne, cofondateur et ancien secrétaire puis trésorier de l’Association pour l’Antiquité tardive, il est par ailleurs membre étranger de l'Académie serbe des sciences et des arts, membre honoraire de la Society of Antiquaries of London, et membre correspondant du British Academy, de l'Académie pontificale romaine d'archéologie, de l'Académie des sciences et des arts de Barcelone et de l'Institut archéologique allemand,. Une partie des archives de Paul Noël Duval est conservée à l'Institut national d'histoire de l'art.

### Vie privée
Noël Duval était marié à l'historienne Yvette Duval, morte en 2006. Il est le père de Guillaume Duval, éditorialiste du mensuel Alternatives économiques.

## Publications
Noël Duval est l'auteur de plusieurs ouvrages et articles d'archéologie paléochrétienne et d'Antiquité tardive dont : 
- Les églises africaines à deux absides, 2 vols, Rome-Paris, BEFAR, 1971 et 1973[14]
- Les ruines de Sufetula-Sbeitla (avec F. Baratte), Tunis, éd. STD, 1973[15]
- Haïdra, les ruines d'Ammaedara (avec F. Baratte), Tunis, éd. STD, 1974
- Haïdra I. Les inscriptions chrétiennes d’Haïdra (avec F. Prévot), Rome, CEFR, 1975[16]
- La mosaique funéraire dans l'Art Paléochrétien, Ravenna, Longo Ed., 1976.
- Catalogue raisonné des mosaïques romaines et paléochrétiennes du Louvre (avec F. Baratte), Paris, Réunion des musées nationaux, 1976
- Sirmium. VII. Horrea et thermes aux abords du rempart Sud. 1. Architecture [sous la direction], Rome-Belgrade, CEFR/Institut archéologique, 1977[17]
- Catalogue des mosaïques romaines et paléochrétiennes du Musée du Louvre (avec F. Baratte pour les mosaïques romaines), Paris, Réunions des musées nationaux, 1978
- Haïdra II, L’église I dite de Melléus [sous la direction], Rome, CEFR, 1981
- Actes du XIe Congrès international d’archéologie chrétienne [sous la direction], Rome, CEFR, 1989
- Naissance des arts chrétiens (collectif), Paris, La Documentation Française, 1991
- Historiae Augustae colloquium Parisinum [sous la direction], Paris, De Boccard, 1992
- Inventaire des basiliques chrétiennes d’Afrique du Nord : Inventaire des monuments de l'Algérie, 2 vols (avec Isabelle Gui et Jean-Pierre Caillet), Paris, Collection des Études augustiniennes, 1992
- Salona I. Catalogue de la sculpture architecturale paléochrétienne de Salone [sous la direction], Rome, CEFR, 1994[18]
- Les premiers monuments chrétiens de la France (collectif), Paris, Éditions A et J Picard, 1995, 382 pages
- Les premiers monuments chrétiens de la France II (collectif), Paris, Éditions A et J Picard, 1996, 327 pages
- Salona II. Recherches archéologiques franco-croates à Salone. L'architecture paléochrétienne de la province romaine de Dalmatie [sous la direction], Rome, CEFR, 1996
- Les premiers monuments chrétiens de la France III, Paris, Éditions  A et J Picard, 1998, 366 pages
- Les mosaïques funéraires d'une église de Pupput (avec Aïcha Ben Abed), Paris, CNRS, 1998
- Les mosaïques du Parc archéologique des Thermes d'Antonin (avec Aïcha Ben Abed et Margaret Alexander), Washington, Dumbarton Oaks, 1999[19]
- Salona III : Manastirine, établissement préromain, nécropole et basilique paléochrétienne [sous la direction], Rome, CEFR, 2000[20]
- L’Historiae Augustae Colloquium I de la nouvelle série, (Co-organisation et co-édition avec G. Bonamente), Bari, Edipuglia, 2000
- Actes de la journée d'études sur les églises de Jordanie et leurs mosaïques [sous la direction], Beyrouth, Institut français d'Archéologie du Proche-Orient, 2003[21]
- Haïdra IV, L’église de Candidus ou des martyrs de la persécution de Dioclétien (co-édition avec F. Baratte), Rome, CEFR, 2010
- La nouvelle Carte des voies romaines de l’Est de l’Africa dans l’Antiquité Tardive d’après les travaux de P. Salama (Direction avec Claude Lepelley et Jehan Desanges), Turnhout, Brepols, 2010[22]
- Caričin Grad III. L’Acropole et ses monuments (cathédrale, baptistère et bâtiments annexes) [sous la direction], Rome, CEFR, 2010[23]
- Salona IV : Recherches archéologiques franco-croates à Salone : Inscriptions de Salone chrétienne, IVe-VIIe siècles (vol. I et II), (co-édition avec Emilio Marin , Jean-Pierre Caillet, Denis Feissel , Nancy Gauthier et Françoise Prévot), Paris, CEFR, 2010
- Basiliques chrétiennes d’Afrique du Nord. II, Monuments de la Tunisie (avec François Baratte et Fathi Béjaoui), Bordeaux, Ausonius, 2014

## Distinctions

### Décorations
- Chevalier de la Légion d'honneur[5]
- Officier de l'ordre national du Mérite[5]
- Commandeur de l'ordre des Palmes académiques[5]

### Distinctions
- Docteur honoris causa de l'Université de Genève (1994)
- Docteur honoris causa de l'Université autonome de Barcelone (2000)
- Lauréat de l'Académie des inscriptions et belles-lettres
- Médailles de bronze et d’argent de l'Académie d’architecture
- Médaille Frend (archéologie chrétienne) de la Society of Antiquaries of London
- Médaille d’or de la ville de Split (Croatie)
- Médaille de la ville de Sremska Mitrovica (Serbie)